# Shippagan
Shippagan (anglais: Shippagan ou parfois Shippegan, latin: Cibaguensi, micmac (orthographe Francis-Smith): Sipakun) est une ville portuaire et universitaire canadienne située dans la région de la péninsule acadienne et le comté de Gloucester, dans le Nord-Est du Nouveau-Brunswick. Elle est la capitale de la pêche commerciale au Nouveau-Brunswick.

## Toponyme
Le toponyme Shippagan vient du micmac Sepakunjíj (prononcez sépakountchiitche), qui signifie « passage des canards ». Ce nom serait composé de trois racines principales: sebaase (passer), owokun (portage ou passage) et chiche (canard). Le nom micmac actuel est Sipakun. Le nom ferait allusion à la région et non au lieu précis. Il se prononce Chipagan et non Chipagane.
Le nom de la ville eut différentes orthographes. Malgré le fait que Jacques Cartier, Samuel de Champlain et Nicolas Denys aient tous exploré la région, aucun n'a mentionné le nom Shippagan. Le nom est mentionné pour la première fois en 1656 lorsque Ignace de Paris, un missionnaire capucin, propose dans une lettre à ses supérieurs d'établir des postes de missionnaires en quatre ou cinq lieux de l'Acadie, dont Miscou et Cibaguensi, une version en latin du toponyme.
Au XVIIIe siècle, la forme la plus courante du nom était Chipagan et quelques variantes. Certains anglophones utilisaient l'orthographe française mais celle anglaise s'imposa à partir du début du XIXe siècle, avec quelques variantes, dont Shipagan, Ship-a-gang, Shipegan, Shippegan, Shippigan et Shippagan. Le nom officiel de la ville, qui était auparavant Town of Shippagan, fut changé en Shippagan le 9 septembre 2009.
Un village du XVIIIe siècle situé sur le site de l'actuel Bas-Caraquet s'appelait Chipagan.

## Géographie

Carte topographique de Shippagan et des environs.

### Géographie physique

#### Situation
Shippagan est situé à 70 kilomètres à vol d'oiseau et à 100 kilomètres de route à l'est de Bathurst, dans la Péninsule acadienne. La ville a une superficie de 9,94 km2.
Shippagan est limitrophe de Pointe-Sauvage à l'est, du Goulet au sud-est, de Baie-du-Petit-Pokemouche puis de la paroisse de Shippagan au sud-ouest, de Haut-Shippagan à l'ouest et de la Pointe-Brûlée au nord-ouest.
Shippagan est généralement considérée comme faisant partie de l'Acadie.

#### Topographie
Shippagan est situé sur une presqu'île longue d'environ 5 kilomètres et large d'au plus 5 kilomètres. Cette presqu'île est délimitée au nord-ouest par la baie de Shippagan, au nord par le havre de Shippagan, à l'est par le golfe du Saint-Laurent et à l'ouest par la baie Saint-Simon. Tous ces plans d'eau communiquent entre eux, sauf que le havre se déverse dans le golfe à travers une dune par l'étroit goulet de Shippagan. Le havre de Shippagan sépare également la presqu'île de l'île de Lamèque. La ville de Shippagan occupe quant à elle une partie du littoral du havre de Shippagan et de la baie Saint-Simon.
Le terrain est plat et l'altitude moyenne est de 4 mètres. Il n'y a en fait aucune pente importante ni de zones instables.
Il y a le lac du Goulet au sud-est mais aucun cours d'eau important. Le terrain est très plat. Le reste du territoire est partiellement boisé.

#### Géologie
Le sous-sol de Shippagan est composé principalement de roches sédimentaires, surtout du grès gris, datant du Pennsylvanien (entre 300 et 311 millions d'années).
Le sol de Shippagan est organique sur 33 % de la superficie et acide, signifiant qu'il ne peut pas supporter des cultures comme les céréales mais qu'il est au contraire très bon pour les petits fruits et certains légumes. L'agriculture est par contre presque inexistante en ville.

#### Faune et flore
La forêt recouvre à peine 25 % du territoire de la ville. Cette forêt est dominée par l'épinette noire, le pin gris, l'épinette blanche, l'épinette rouge et l'érable rouge. La forte concentration de conifères cause un sol pauvre et le sous-bois n'est pas garni bien qu'on y trouve des espèces caractéristiques de ce milieu comme le cornouiller du Canada et la clintonie boréale. Dans les sols acides des tourbières se trouvent du mélèze et de l'épinette noire. Le couvert forestier n'a pas changé entre 1996 et 2002 bien qu'une carrière et une coupe à blanc soient maintenant recouverts d'arbres.
Shippagan compte une tourbière de 605 hectares au sud-est, dite la tourbière de Shippagan, ainsi qu'une toute petite au sud de la ville. La tourbière de Shippagan fut exploitée jusque dans les années 1970 par la compagnie Fafard. Elle appartient aujourd'hui à Sun Gro qui ne l'exploite pas mais qui depuis 2004 opère une ferme expérimentale de culture de sphaigne sur une surface d'un hectare, en collaboration avec le ministère des Ressources naturelles du Nouveau-Brunswick et l'Université Laval. Une troisième tourbière, située quant à elle sur le territoire de Haut-Shippagan, aurait pu nuire aux habitants de l'ouest de la ville mais de toute façon ne représente pas d'intérêt commercial.
Des balbuzards vivent dans la région.

### Géographie humaine

#### Transport
Shippagan est située le long de la route 113.
Flexi Mobilité rurale dispose d'une flotte d'autobus, offrant depuis 2015 un service gratuit pour une période limitée, du lundi au vendredi. Dès le 3 février 2025, il comptera trois trajets, reliant Shippagan, Caraquet et Tracadie via Pokemouche. Des services de taxi desservent aussi la ville. Flexi Déplacement Péninsule offre un service sur demande à travers la province. Il y a de plus un service de taxi longue distance, le Taxi Cormier, qui relie la région à Montréal.

#### Morphologie urbaine

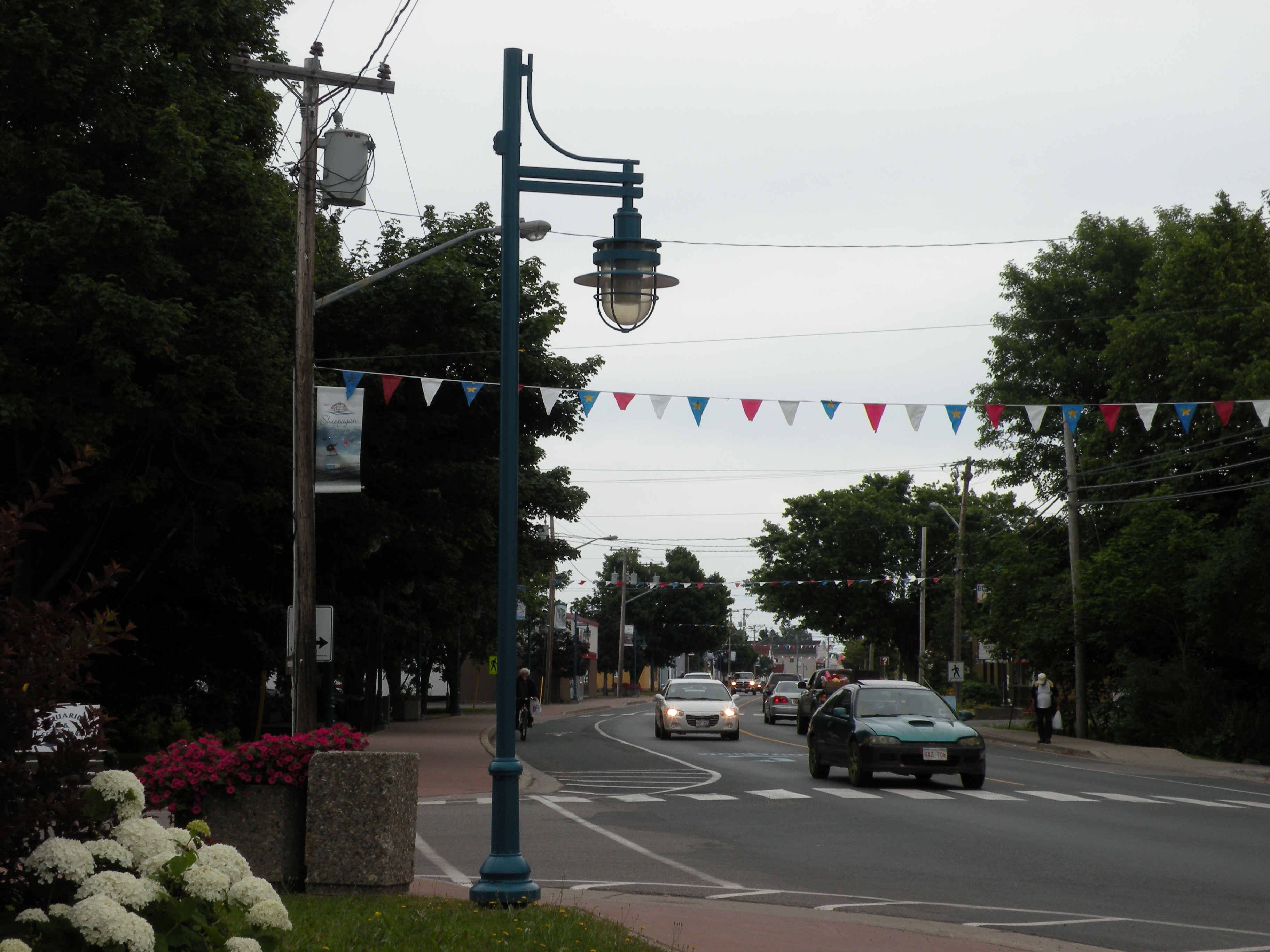
Le boulevard J.D.-Gauthier.

La rue principale de la ville porte le nom de Boulevard J.D Gauthier, du nom du Dr Joseph Dominique Gauthier. Sur cette rue se trouvent la plupart des commerces et l'université. Au nord du boulevard se trouve le port de Shippagan. Ce quartier comprend un centre sportif, le collège, l'aquarium, un restaurant, un phare historique, l'église, quelques résidences, une marina, un port de pêche, des usines et des magasins d'agrès de pêche. Du côté sud du boulevard se trouvent plutôt des résidences, les autres usines, les écoles et l'hôtel de ville.
La ville s'est développée à partir du rivage, à l'époque où la population se déplaçait en voilier ou au moyen des portages établis par les Micmacs. Des sentiers se sont ensuite développés parallèlement au rivage entre les maisons et qui sont devenus les rues. Par la suite, la construction de routes vers Pokemouche et Haut-Shippagan ont entraîné un développement linéaire. Par contre, la tourbière représente un obstacle au développement, ce qui donne à Shippagan un aspect compact, fait rare dans la Péninsule acadienne. Il y a tout de même un problème d'étalement urbain à l'extérieur du centre-ville.

#### Logement
(septembre 2024).
La ville comptait 1242 logements privés en 2006, dont 1120 occupés par des résidents habituels. Parmi ces logements, 63,8 % sont individuels, 3,6 % sont jumelés, 2,2 % sont en rangée, 4,5 % sont des appartements ou duplex et 21,0 % sont des immeubles de moins de cinq étages. Enfin, 4,9 % des logements entrent dans la catégorie autres, tels que les maisons-mobiles. 65,6 % des logements sont possédés alors que 34,4 % sont loués. 78,6 % ont été construits avant 1986 et 8,9 % ont besoin de réparations majeures. Les logements comptent en moyenne 6,4 pièces et aucun logement ne compte plus d'une personne habitant par pièce. Les logements possédés ont une valeur moyenne de 91 092 $, comparativement à 119 549 $ pour la province.

## Histoire

### Préhistoire
Shippagan est situé dans le territoire historique des Micmacs, plus précisément dans le district de Sigenigteoag, qui comprend l'actuel côte Est du Nouveau-Brunswick, jusqu'à la baie de Fundy.

### Explorations et colonisation européenne
Royaume-Uni de Grande-Bretagne et d'Irlande (1801-1867)

Selon ce que rapporte Donat Robichaud, la région est visitée par des pêcheurs Normands et Bretons dès la fin du XIIIe siècle. Les Bretons sont en fait bien établis avant 1536. Les Basques chassent la baleine en Europe à partir du XIIe siècle ou plus tôt mais, à la suite de l'effondrement de la population de ces cétacés, commencent à les chasser au sud du Labrador au XVIe siècle, en plus de pêcher la morue. Ces pêcheurs viennent surtout du Pays basque espagnol mais sont ceux du Pays basque français deviennent de plus en plus nombreux. Ils sont déjà bien installés vers 1540 et, contrairement à une idée répandue, les Basques n'ont pas chassés la baleine de plus en plus loin jusqu'à atteindre l'Amérique. Vers 1632, les pêcheurs de morue basques se déplacent dans des endroits plus reculés, dont Caraquet, Paspébiac et Shippagan, notamment pour éviter les attaques des Inuits et des pirates anglais ou danois, mais aussi à cause de la baisse de la population de baleine et de l'ouverture de la pêche au Svalbard. La pêche basque à Shippagan dure sans encombre jusque vers la fin du XVIIe siècle.
Jacques Cartier passe à proximité de Shippagan en juillet 1534. Les Jésuites ont une mission à Miscou de 1634 à 1662. Nicolas Denys établit un poste de traite au même endroit en 1645. Le secteur est cartographié pour la première fois en 1686.
Le 17 août 1693, le Conseil souverain donne la concession de Pokemouche à Philippe Hesnault, de Nipisiguit, lui ajoutant trois lieues de largeur de chaque côté de la vallée, pour un total de huit lieues par quatre, un territoire qui inclut le site de Shippagan. Michel Degrez, qui possédait auparavant la seigneurie, devait 200 livres à Hesnault, ce qui explique probablement cette décision. Hesnault ne s'établit pas sur les lieux et d'autres marchands en profitent pour chasser sur ses terres. Il porte plainte au Conseil et obtient gain de cause le 30 août 1705 contre le directeur général de la Compagnie de Mont-Louis, Jean de Clarmont. On ne sait pas avec précision ce qui est arrivé au fief de Pokemouche après la mort d'Hesnault.
Des corsaires américains fréquentent les lieux en 1777, durant la Révolution américaine. Les pêcheurs et marchands de passage signalent la présence d'habitations dès 1759 mais les premières familles à s'établir de façon permanente sont des Normands de Gaspésie, en 1790, suivis par les familles acadiennes Duguay, Mallet et Robichaud, en 1791. Les deux groupes se mélangent rapidement.

### XIXesiècle

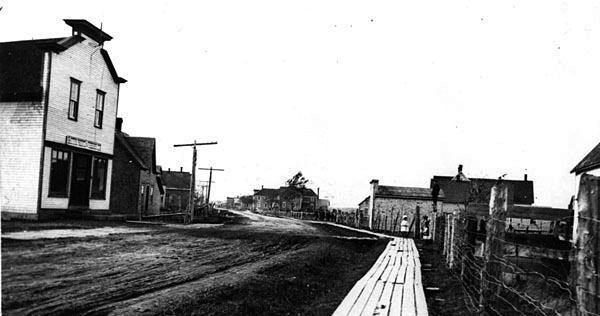
Une rue de Shippagan en 1900.

Les marchands Witzell et Topham développent l'industrie du bois. La première église est consacrée le 15 août 1822 par l'abbé Thomas Cooke, de Caraquet. Shippagan est séparé de la paroisse catholique de Caraquet en 1824, pour devenir la paroisse Saint-Jérôme. La compagnie de pêche jersiaise William Fruing & Cie s'installe dans le port en 1830 et domine l'économie pendant plusieurs décennies. Une route en bois est construite en 1832 entre Shippagan et Pokemouche. La première école ouvre ses portes en 1833. La deuxième église de la ville est inaugurée en 1858. La première compagnie de pêche à la morue fondée par un néo-brunswickois est la W.S.Loggie & Co. Ltd. de Shippagan, en 1876. Le chemin de fer est inauguré en novembre 1887, permettant de se déplacer une fois par semaine vers Bathurst.

### XXesiècle

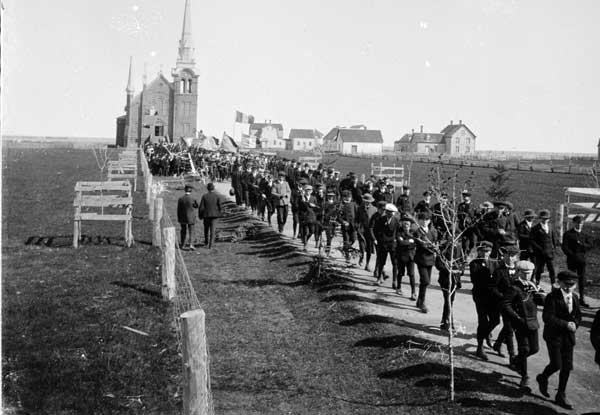
Procession devant la deuxième église, en 1904.
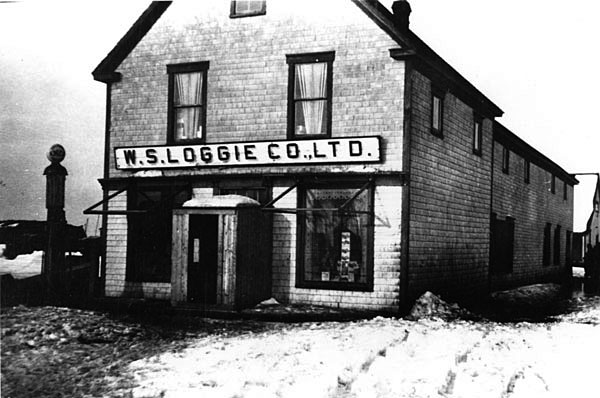
Le deuxième magasin W.S. Loggie, vers 1920.
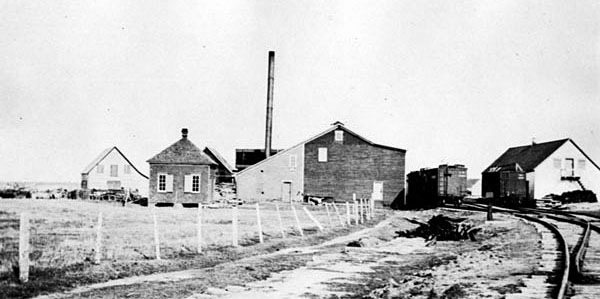
Une usine de réfrigération et la voie ferrée, vers 1930.
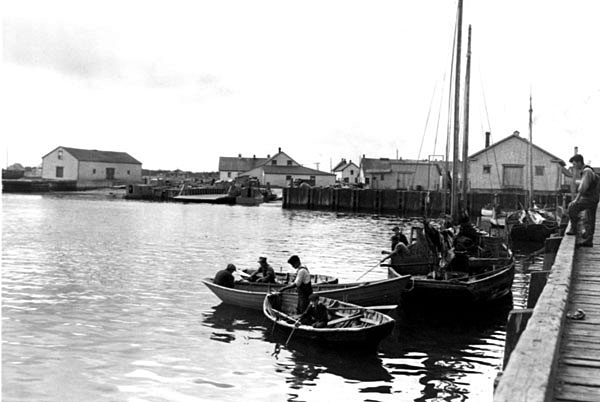
Le port, en 1944.

Le premier quai du port est construit en 1906. L'église est agrandie en 1909. Le réseau de téléphone de Shippagan est relié au reste de la province en 1914.
La ville est durement touchée par la Grande Dépression des années 1930. Le nombre de familles recevant une aide financière passe ainsi de 175 en 1933 à 475 en 1936. Cette situation est due à la méthode de paiement utilisée par les compagnies de pêche. La Caisse populaire de Shippagan est fondée en 1937. La première route est pavée en 1938. L'électricité est disponible à partir de 1939, au moyen d'une ligne partant de Bathurst.
La compagnie Fafard commence l'exploitation de la tourbière de Shippagan en 1942. En 1945, Nathan Smofsky révolutionne l'industrie de la pêche en payant les pêcheurs en espèces et en leur offrant une ristourne en automne. Shippagan est constitué en village le 15 mars 1947. Le premier maire élu est Joseph Valérien Robichaud, qui effectuera 3 mandats jusqu'en 1953. Les services de pompiers et de police sont inaugurés en 1947. Le couvent de Shippagan est fondé en 1948. Le théâtre Frontenac, une salle de 300 places, est construit la même année. Il est détruit dans un incendie le 23 mars 1953. Le Canadien National arrête son service de passagers à la gare de Shippagan en 1954.
Le village de Shippagan obtient le statut de ville le 1er janvier 1958. Le théâtre Frontenac est détruit une deuxième fois par les flammes durant la même année. Le couvent devient le collège Jésus-Marie en 1960. Le pont de Shippagan, reliant la ville à l'île de Lamèque, est inauguré en 1959. Le centre récréatif Rhéal-Cormier est inauguré le 16 janvier 1962 par Maurice Richard. Le collège Jésus-Marie est annexé au Collège Sacré-Cœur de Bathurst en 1963 puis à l'Université de Moncton. Pointe-Brûlée devient un district de services locaux (DSL) en 1968. La Société historique Nicolas-Denys et de l'école Marie-Esther sont tous deux fondés le 1er septembre 1969. Le foyer Mgr Chiasson est inauguré en novembre de la même année. La Polyvalente Marie-Esther est inaugurée en 1970. L'hôtel de ville ouvre ses portes en 1971. Le nombre de cours au Collège Jésus-Marie de Shippagan augmente en 1972. L'église actuelle de Shippagan, la troisième de la ville, est terminée en 1973. Pointe-Sauvage devient un DSL en 1974.
En 1975, un rapport propose l'élargissement du collège alors qu'un autre propose sa fermeture. Une manifestation est organisée à Fredericton le 17 décembre 1975 et le même jour, l'Assemblée législative change la loi, qui réorganise l'Université en 1977, créant le Centre universitaire de Shippagan. La Société historique Nicolas-Denys avait ouvert un centre de documentation dans le même établissement en 1976. L'entreprise Jiffy ouvre une usine de transformation de la tourbe, aussi en 1976. L'usine Connors, qui embauchait entre 400 et 500 personnes, est détruite par un incendie le 13 mai 1979. Le nouvel aréna Rhéal-Cormier est ouvert en 1980 alors que l'ancien édifice devient un entrepôt municipal. En 1981, la Caisse populaire de Shippagan quitte la Fédération des caisses populaires acadiennes pour se joindre à la Credit Union Central of New Brunswick. L'Aquarium et centre marin du Nouveau-Brunswick est inauguré le 5 juin 1982. Une partie de Pointe-Brûlée est annexé à Shippagan en 1983. La marina est construite en 1983. Le Centre de recherche et de développement de la tourbe (CRDT) est ouvert la même année. Haut-Shippagan devient un DSL en 1988. Shippagan accueille la Xe finale des Jeux de l'Acadie en 1989, à laquelle participe 940 jeunes sportifs. L'école L'Envolée ouvre ses portes en 1992. Une émeute a lieu au port de Shippagan en 1996, où un policier de la Gendarmerie royale du Canada est blessé. Cet événement expliquerait en partie la répression violente des émeutes de Saint-Sauveur et Saint-Simon en 1997. 1500 personnes manifestent à Shippagan le 6 mai 1998 dans l'espoir de préserver 600 emplois dans les usines de transformation de poisson.

### XXIesiècle
Le Portage de Shippagan est annexé à la ville en 2001. L'Institut de recherche sur les zones côtières (IRZC) et le CCNB-Péninsule acadienne sont inaugurés dans le même édifice en 2002. Un courant de protestation se répand dans l'est du pays au début du mois de mai 2003 contre une décision de Pêches et Océans Canada. Le principal évènement est une émeute ayant lieu au port de Shippagan, le samedi 3 mai 2003. Jusqu'à 250 personnes incendient des bateaux, du matériel de pêche et des bâtiments dans le port. Ces événements sont connus sous le nom de crise du crabe. La Caisse populaire de Shippagan réintègre la Fédération des caisses populaires acadiennes en 2007. Le 2 juin 2008, environ 2 000 personnes assistent aux funérailles du joueur de hockey Luc Bourdon, mort dans un accident de la route près de la ville quatre jours plus tôt. Shippagan est l'une des localités organisatrices du IVe Congrès mondial acadien, en 2009. La Coupe du monde de kiteboard a lieu dans la région de Shippagan en août de la même année. Une piscine régionale est inaugurée la même année.
La municipalité a été constituée le 1er janvier 2023, de la fusion de la ville de Shippagan, du village de Le Goulet, des DSL de Baie-du-Petit-Pokemouche, Haut-Shippagan, Inkerman et Pointe-Sauvage, ainsi qu'une partie des DSL de la paroisse de Caraquet, de la paroisse de Shippagan et d'Évangéline.

## Démographie
(juillet 2016).
La ville comptait 2 754 habitants en 2006, soit une baisse de 5,7 % en 5 ans,. Il y a en tout 1 120 ménages dont 810 familles. Les ménages comptent en moyenne 2,3 personnes tandis que les familles comptent en moyenne 2,7 personnes. Les ménages sont composés de couples avec enfants dans 24,1 % des cas, de couples sans enfants dans 23,7 % des cas et de personnes seules dans 27,7 % des cas alors que 24,1 % des ménages entrent dans la catégorie autres (familles monoparentales, colocataires, etc.). 52,5 % des familles comptent un couple marié, 18,5 % comptent un couple en union libre et 29,0 % sont monoparentales. Dans ces dernières, une femme est le parent dans 76,6 % des cas. L'âge médian est de 43,2 ans, comparativement à 41,5 ans pour la province. 85,8 % de la population est âgée de plus de 15 ans, comparativement à 83,8 % pour la province. Les femmes représentent 53,6 % de la population, comparativement à 51,3 % pour la province. Chez les plus de 15 ans, 44,8 % sont célibataires, 33,6 % sont mariés, 6,3 % sont séparés, 6,3 % sont divorcés et 8,7 % sont veufs. De plus, 13,8 % vivent en union libre.
| 1806 | 1816 | 1824 | 1834 | 1840 | 1851 | 1861 | 1871 |
| ---- | ---- | ---- | ---- | ---- | ---- | ---- | ---- |
| -    | -    | -    | -    | -    | -    | 740  | -    |

| 1881 | 1891 | 1901 | 1911 | 1921 | 1931 | 1941 | 1951 |
| ---- | ---- | ---- | ---- | ---- | ---- | ---- | ---- |
| -    | -    | -    | -    | -    | -    | -    | -    |

| 1956 | 1961 | 1966 | 1971 | 1976  | 1981  | 1986  | 1991  |
| ---- | ---- | ---- | ---- | ----- | ----- | ----- | ----- |
| -    | -    | -    | -    | 2 471 | 2 825 | 2 801 | 2 760 |

| 1996  | 2001  | 2006  | 2011  | 2016  | - | - | - |
| ----- | ----- | ----- | ----- | ----- | - | - | - |
| 2 862 | 2 920 | 2 754 | 2 631 | 2 580 | - | - | - |

Les autochtones représentent 0,6 % de la population et 1,2 % des habitants font partie d'une minorité visible. Les immigrants représentent 1,4 % de la population et aucun n'est résident permanent. Tous les habitants sont citoyens canadiens et 96,8 % des habitants âgés de plus de 15 ans sont issus de familles établies au Canada depuis trois générations ou plus. En date du 16 mai 2006, 88,0 % des gens avaient la même adresse depuis au moins un an alors que 6,4 % habitaient auparavant ailleurs dans la même ville et que 5,6 % habitaient ailleurs dans la province. À la même date, 69,7 % des gens avaient la même adresse depuis au moins cinq ans alors que 14,2 % habitaient auparavant ailleurs dans la même ville, que 14,6 % habitaient ailleurs dans la province et que 1,4 % habitaient ailleurs au pays.
La langue maternelle est le français chez 95,9 % des habitants, l'anglais chez 2,7 % et les deux langues chez 0,4 % alors que 0,8 % sont allophones. Les deux langues officielles sont comprises par 46,5 % de la population alors que 53,1 % des habitants sont unilingues francophones, que 0,4 % sont unilingues anglophones et aucun ne connaissent ni l'anglais ni le français. Le français est parlé à la maison par 98,5 % des gens et l'anglais par 1,5 %. Le français est utilisé au travail par 92,1 % des employés et l'anglais par 5,3 % alors que 0,7 % des employés utilisent les deux langues officielles.
Chez les plus de 15 ans, 26,8 % n'ont aucun certificat, diplôme ou grade, 21,8 % ont uniquement un diplôme d'études secondaires ou l'équivalent et 51,4 % détiennent aussi un certificat, un diplôme ou un grade post-secondaire; par comparaison, ces taux s'élèvent à 29,4 %, 26,0 % et 44,6 % au provincial. Parmi la même tranche d'âge, 8,5 % des gens possèdent un diplôme d'un programme d'un an au CCNB ou l'équivalent, 12,2 % détiennent un diplôme d'un programme de trois ans au CCNB ou l'équivalent, 12,2 % ont un diplôme ou un certificat universitaire inférieur au baccalauréat et 8,0 % ont un certificat, un diplôme ou un grade universitaire plus élevé. Parmi ces diplômés, 13,4 % sont formés en enseignement, 1,3 % en arts ou en communications, 3,1 % en sciences humaines, 4,5 % en sciences sociales ou en droit, 25,9 % en commerce, en gestion ou en administration, 7,1 % en sciences et technologies, 1,8 % en mathématiques ou en informatique, 17,0 % en architecture, en génie ou dans des domaines connexes, 2,2 % en agriculture, en ressources naturelles ou en conservation, 15,2 % en santé, parcs, récréation ou conditionnement physique, 8,5 % en services personnels, de protection ou de transport. Aucun des diplômés post-secondaires n'ont terminé leurs études à l'extérieur du pays.

## Économie
(septembre 2024).

### Travail et revenu

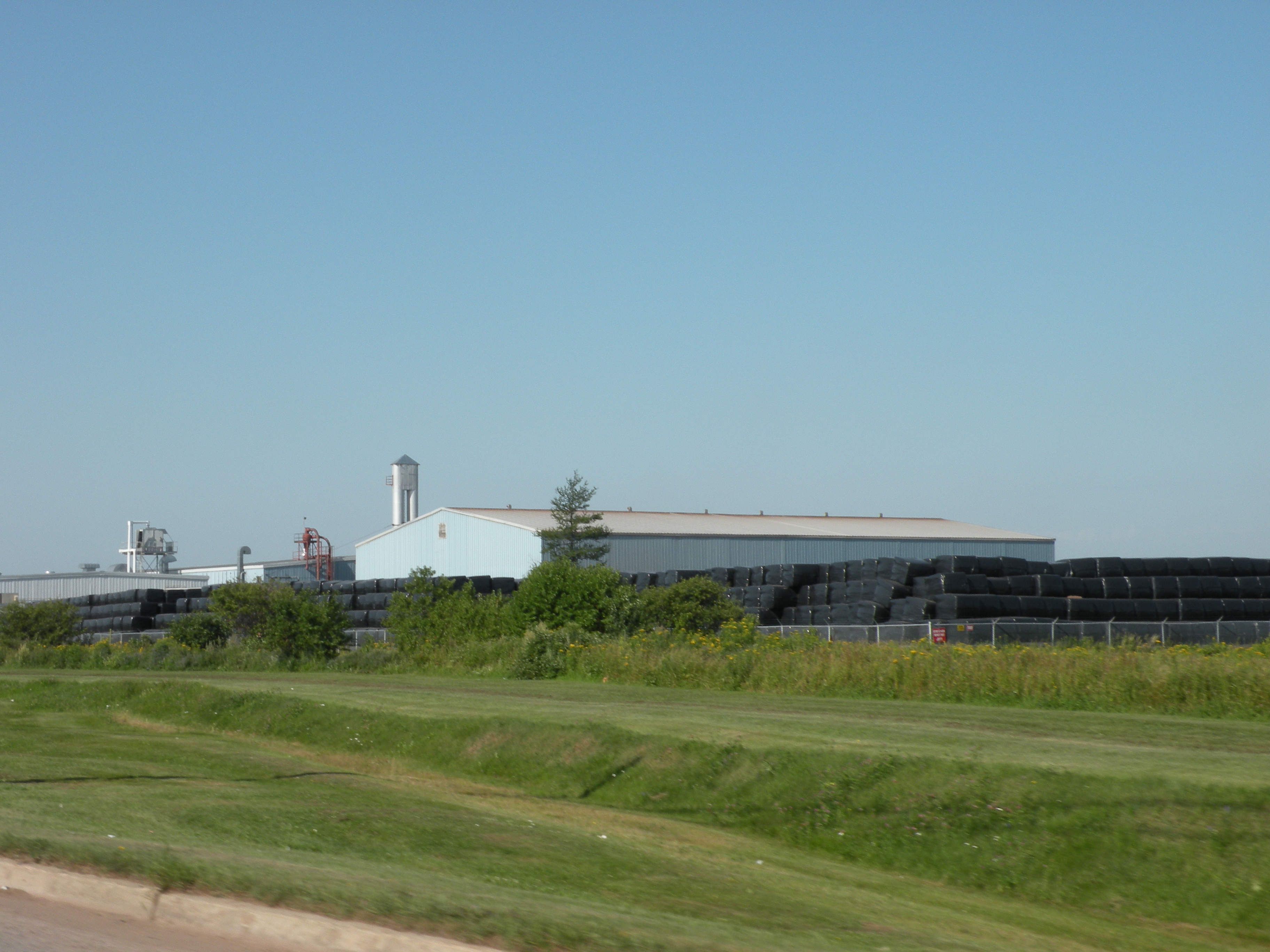
L'usine Jiffy.

Le recensement de 2006 de Statistique Canada fourni aussi des données sur l'économie. Chez les habitants âgés de plus de 15 ans, le taux d'activité était alors de 63,1 %, le taux d'emploi était de 57,4 % et le taux de chômage était de 9,0 % ; à titre de comparaison, ceux de la province étaient respectivement de 63,7 %, 57,3 % et 10,0 %.

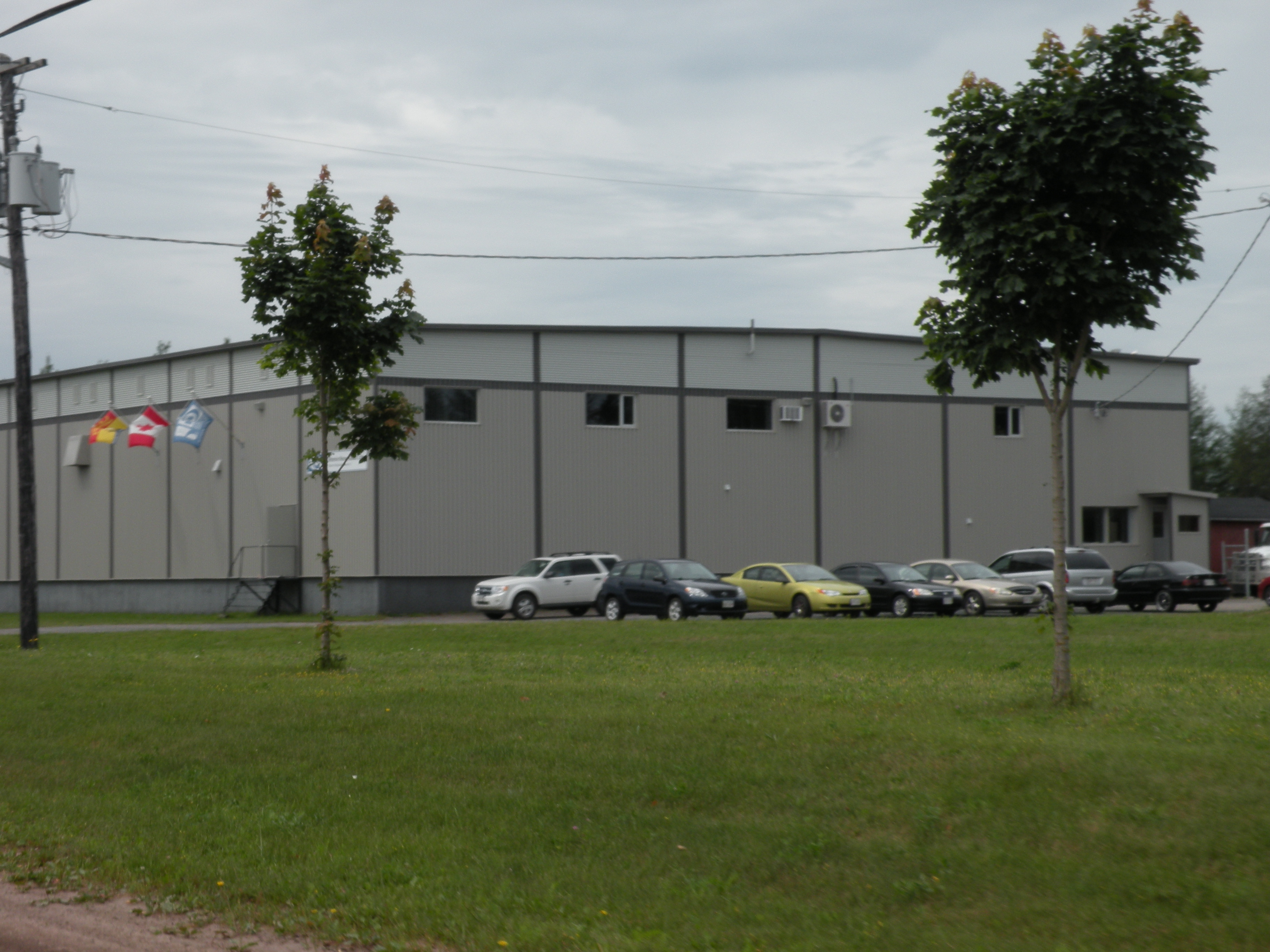
Une usine de verre.

Parmi la population en âge de travailler, 1 470 personnes ont déclaré des gains et 2 085 ont déclaré des revenus en 2005. 87,2 % avaient aussi déclaré des heures de travail non rémunérées. Le revenu médian s'élevait alors à 23 000 $ avant et à 20 044 $ après impôt, comparativement à la moyenne provinciale de 22 000 $ avant et 20 066 $ après impôt; les femmes gagnaient en moyenne 5 594 $ de moins que les hommes après impôt, soit 17 259 $. En moyenne, 70,6 % du revenu provenait de gains, 17,9 % de transferts gouvernementaux et 11,3 % d'autres sources. 8,5 % des ménages avaient un faible revenu après impôt, une proportion montant à 16,2 % pour les moins de 18 ans.
Parmi la population active occupée, 9,1 % des gens travaillaient à domicile, aucun ne travaillaient ailleurs dans le monde, 9,1 % étaient sans lieu de travail fixe et 81,2 % avaient un lieu de travail fixe. Parmi les travailleurs ayant un lieu de travail fixe, 73,2 % travaillaient en ville, 22,3 % travaillaient ailleurs dans le comté, 2,7 % travaillaient ailleurs dans la province et 1,2 % travaillaient dans une autre province.

### Principaux secteurs

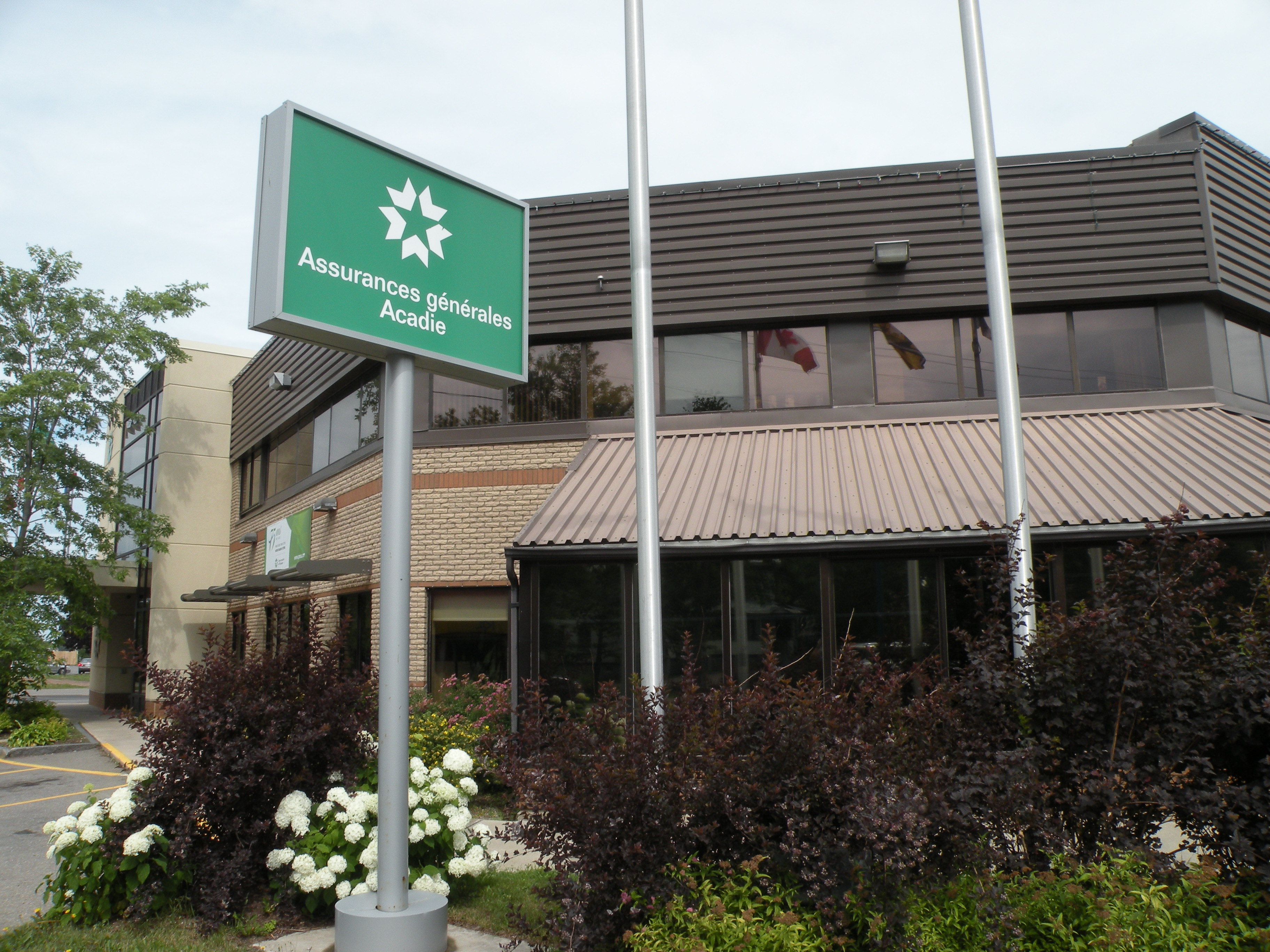
La caisse populaire.

En 2006, on dénombrait 8,0 % des emplois dans l'agriculture, la pêche et les autres ressources, 4,5 % dans la construction, 12,3 % dans la fabrication, 2,3 % dans le commerce de gros, 15,2 % dans le commerce de détail, 7,3 % dans la finance et l'immobilier, 11,8 % dans la santé et les services sociaux, 6,8 % dans l'éducation, 13,4 % dans les services de commerce et 20,2 % dans les autres services.
Shippagan fournit de nombreux emplois aux localités voisines, notamment grâce à son parc industriel et son université. La pêche, les commerces et les services gouvernements créent eux aussi de nombreux emplois. Entreprise Péninsule, un organisme basé à Tracadie-Sheila faisant partie du réseau Entreprise, avait la responsabilité du développement économique de la région, mais a fermé ses portes en juin 2013 après une quarantaine d'années dû aux nouvelles priorités du gouvernement Alward et à cause de l'arrêt du financement provenant de l'APECA.

## Administration
(juillet 2016).

### Conseil municipal
Le conseil municipal est formé d'un maire et de 5 conseillers. Kassim Doumbia est réélu le 28 novembre 2022, et devient donc maire de la nouvelle municipalité élargie de Shippagan, le 1er janvier 2023. Il est le premier maire noir au Nouveau-Brunswick.
Anciens conseils municipaux
Le maire Tilmon Mallet démissionne le 1er septembre 2014. La mairesse Anita Savoie Robichaud est élue par acclamation lors des élections municipales complémentaires le 8 décembre 2014. Le conseil municipal actuel est élu lors de l'élection générale du 10 mai 2016.
| Mandat      | Fonctions   | Nom(s)                                                                          |
| ----------- | ----------- | ------------------------------------------------------------------------------- |
| 2012 - 2016 | Maire       | Anita Savoie Robichaud(depuis 2014)                                             |
| 2012 - 2016 | Conseillers | Jean-Marc Mallet, Kassim Doumbia, Rémi Hébert, Jérôme Roy, Patrice-Éloi Mallet. |

| Période | Période | Identité               | Étiquette | Qualité |
| ------- | ------- | ---------------------- | --------- | ------- |
| 2014    | 2016    | Anita Savoie Robichaud |           |         |
| 2012    | 2014    | Tilmon Mallet          |           |         |
| 2004    | 2012    | Jonathan Roch Noël     |           |         |
| 1995    | 2004    | Raymond A.H. Haché     |           |         |
| 1986    | 1995    | Jean-Camille DeGrâce   |           |         |
| 1983    | 1986    | Mérèle F. DeGrâce      |           |         |
| 1971    | 1983    | Jean Chiasson,         |           |         |
| 1967    | 1970    | Valérien Robichaud     |           |         |
| 1963    | 1967    | Eddy J. Chiasson       |           |         |
| 1961    | 1962    | Alphonse Chiasson      |           |         |
| 1958    | 1960    | Ernest Richard         |           |         |

| Période | Période | Identité              | Étiquette | Qualité |
| ------- | ------- | --------------------- | --------- | ------- |
| 1947    | 1958    | Valérien J. Robichaud |           |         |

### Représentation
Shippagan est membre de l'Association francophone des municipalités du Nouveau-Brunswick.
 Nouveau-Brunswick: Shippagan fait partie de la circonscription de Shippagan-Les-Îles, qui est représentée à l'Assemblée législative du Nouveau-Brunswick par Éric Mallet, du Parti Libéral du Nouveau-Brunswick. Il fut élu le 14 septembre 2020 et réélu le 21 octobre 2024.
 Canada: Shippagan fait partie de la circonscription d'Acadie-Bathurst. Cette circonscription est représentée à la Chambre des communes du Canada par Serge Cormier, du Parti libéral du Canada. Il fut élu lors de l'élection de 2015, puis réélu en élection de 2019 et élection de 2021.

### Regroupement
Dans la foulée du projet une péninsule une ville des années 1990, un projet de regroupement municipal plus modeste, centré autour de Shippagan, est lancé en 2012. Cette nouvelle municipalité devrait ainsi regrouper le village du Goulet ainsi que les DSL de Baie-du-Petit-Pokemouche, Chiasson-Savoy, Inkerman, Haut-Shippagan, la paroisse de Shippagan, Pointe-Brûlée et Pointe-Sauvage. Les premières consultations publiques ont lieu en mars 2016 et un plébiscite doit avoir lieu le 14 novembre suivant.

### Chronologie municipale

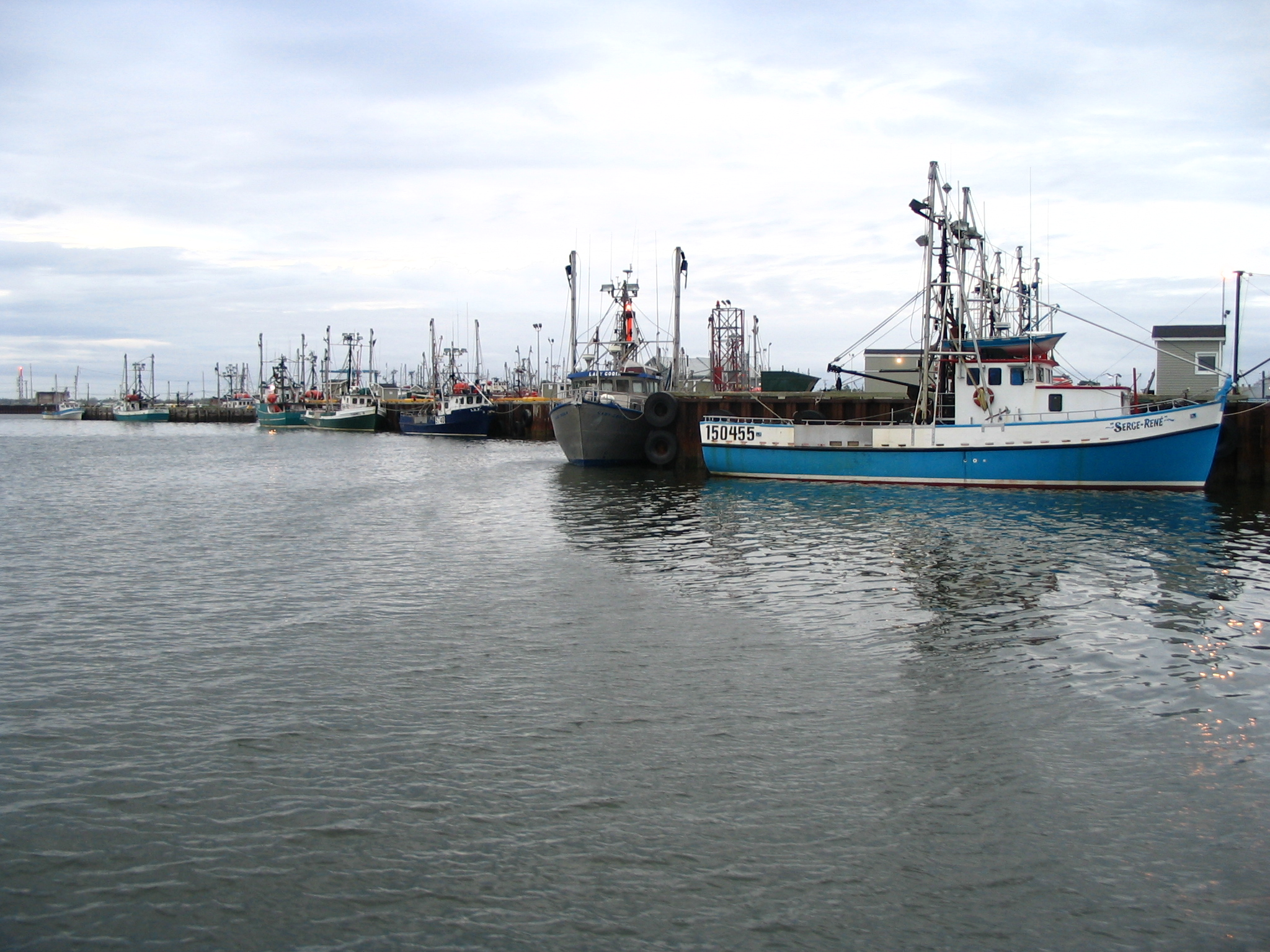
Le port de Shippagan.

1786: La paroisse d'Alnwick est érigée dans le comté de Northumberland
.
1814: La paroisse de Saumarez est créée à partir de portions de la paroisse d'Alnwick et d'un territoire non organisé.
1826: Le comté de Gloucester est créé à partir des paroisses de Saumarez et de Beresford, du comté de Northumberland.
1831: La paroisse de Caraquet est créée à partir d'une portion de la paroisse de Saumarez.
1851: La paroisse de Shippagan est créée à partir d'une portion de la paroisse de Caraquet.
1851: La paroisse d'Inkerman est créée à partir de portions des paroisses de Caraquet et de Shippagan.
1867: Confédération canadienne.
Années 1870: Le comté de Gloucester est constitué en municipalité.
1947: Shippagan est constitué en municipalité dans le territoire de la paroisse.
1958: Le village de Shippagan obtient le statut de ville.
1966: La municipalité du comté de Gloucester est dissoute.
1983: Une partie de Pointe-Brûlée est annexée à la ville.
2001: Le Portage de Shippagan est annexé à la ville.

## Vivre à Shippagan

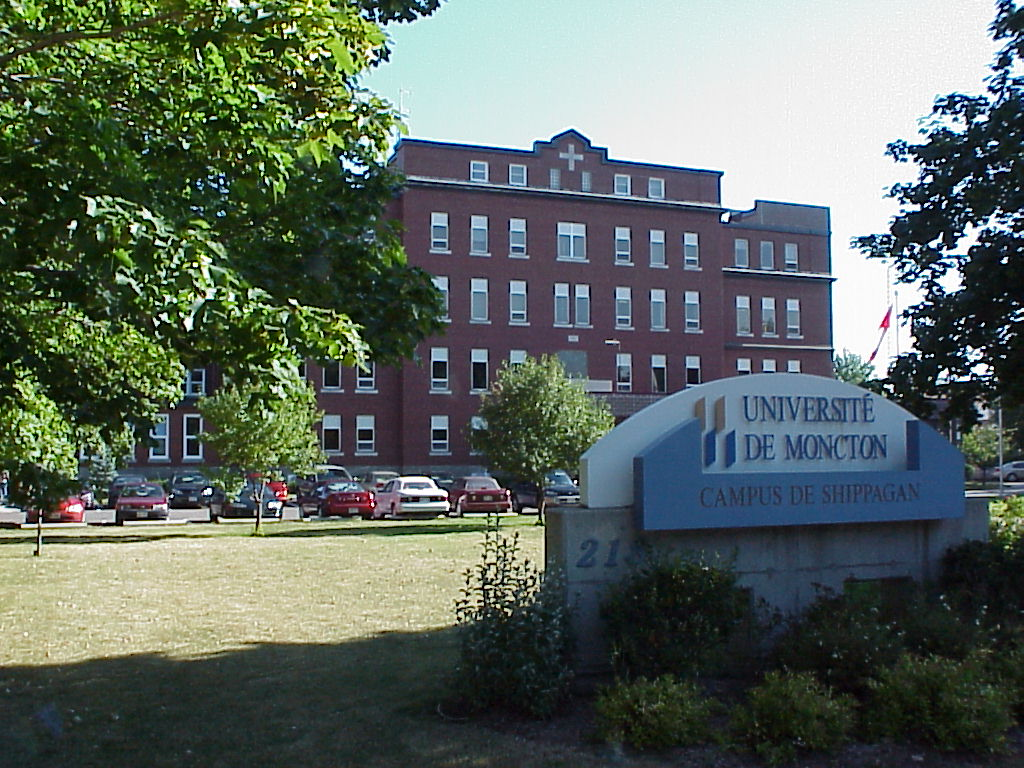
Le campus de Shippagan de l'Université de Moncton.

Shippagan est le principal centre de services des environs.

### Éducation

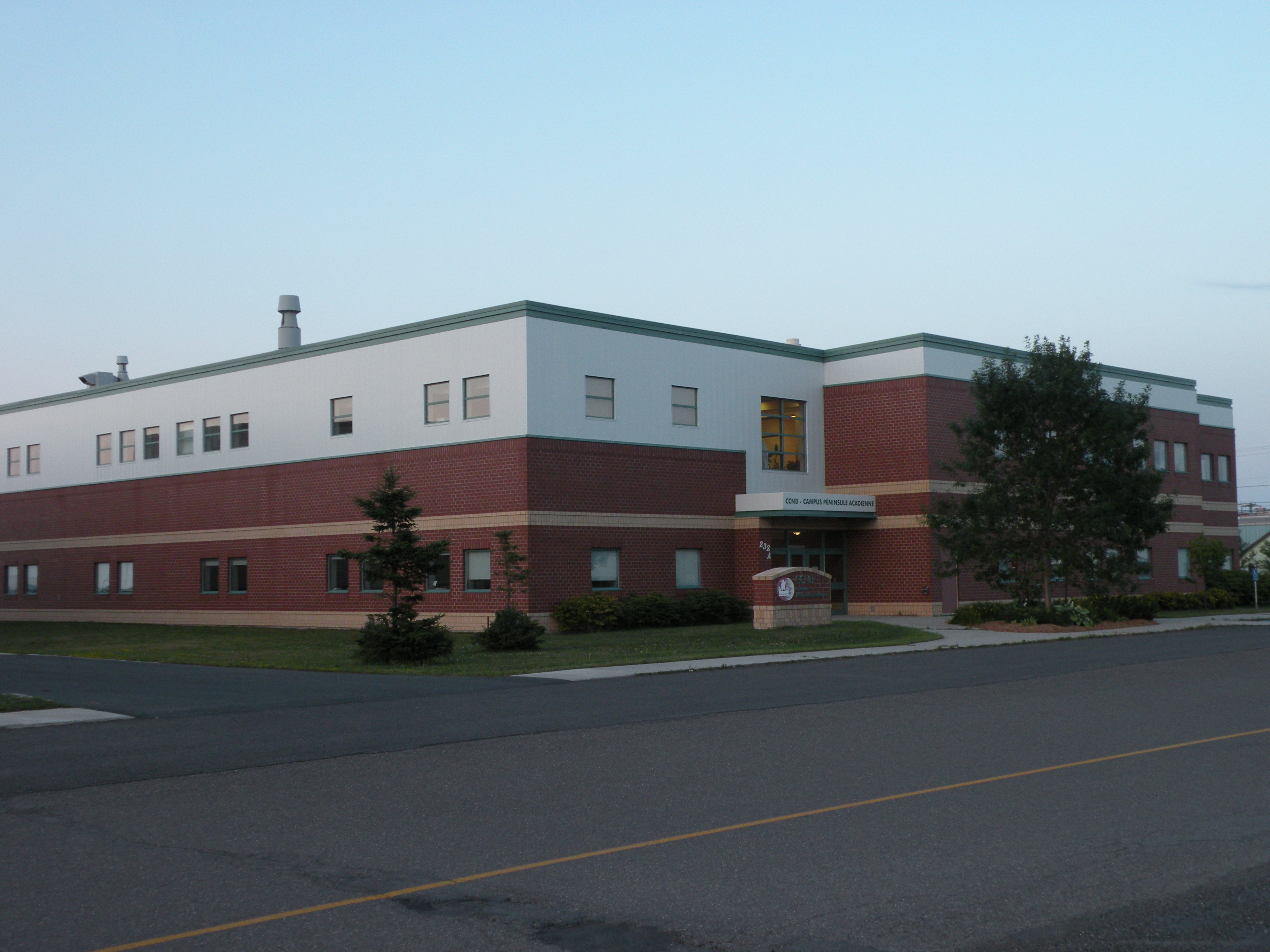
Le CCNB-Péninsule acadienne.

Le campus de Shippagan de l'Université de Moncton (UMCS) est au cœur de la vie culturelle de la ville. L'UMCS accueille chaque année plus de 400 étudiants et regroupe une quarantaine de professeurs-chercheurs. Le campus accueille également les bureaux du comité organisateur de la 4e édition du Congrès mondial acadien, qui se déroulera du 7 au 23 août 2009 dans la Péninsule acadienne. Le CCNB-Péninsule acadienne se trouve à proximité de l'université.
L'école L'Envolée accueille les élèves de la maternelle à la 8e année tandis que L'école Marie-Esther accueille ceux de la 9e à la 12e année. Ce sont des écoles publiques francophones faisant partie du sous-district 6 du district scolaire Francophone Nord-Est.
Shippagan possède une bibliothèque publique.

### Santé
Shippagan possède un poste d'Ambulance Nouveau-Brunswick ainsi qu'un foyer de soins agréés, les résidences Mgr Chiasson. L'hôpital le plus proche est à Lamèque.

### Médias
Le quotidien francophone est L'Acadie nouvelle, publié à Caraquet, et le quotidien anglophone est Telegraph-Journal, publié à Saint-Jean. Le journal Stella Maris fut publié par le Collège Jésus-Marie de 1960 à 1970.

### Autres services publics

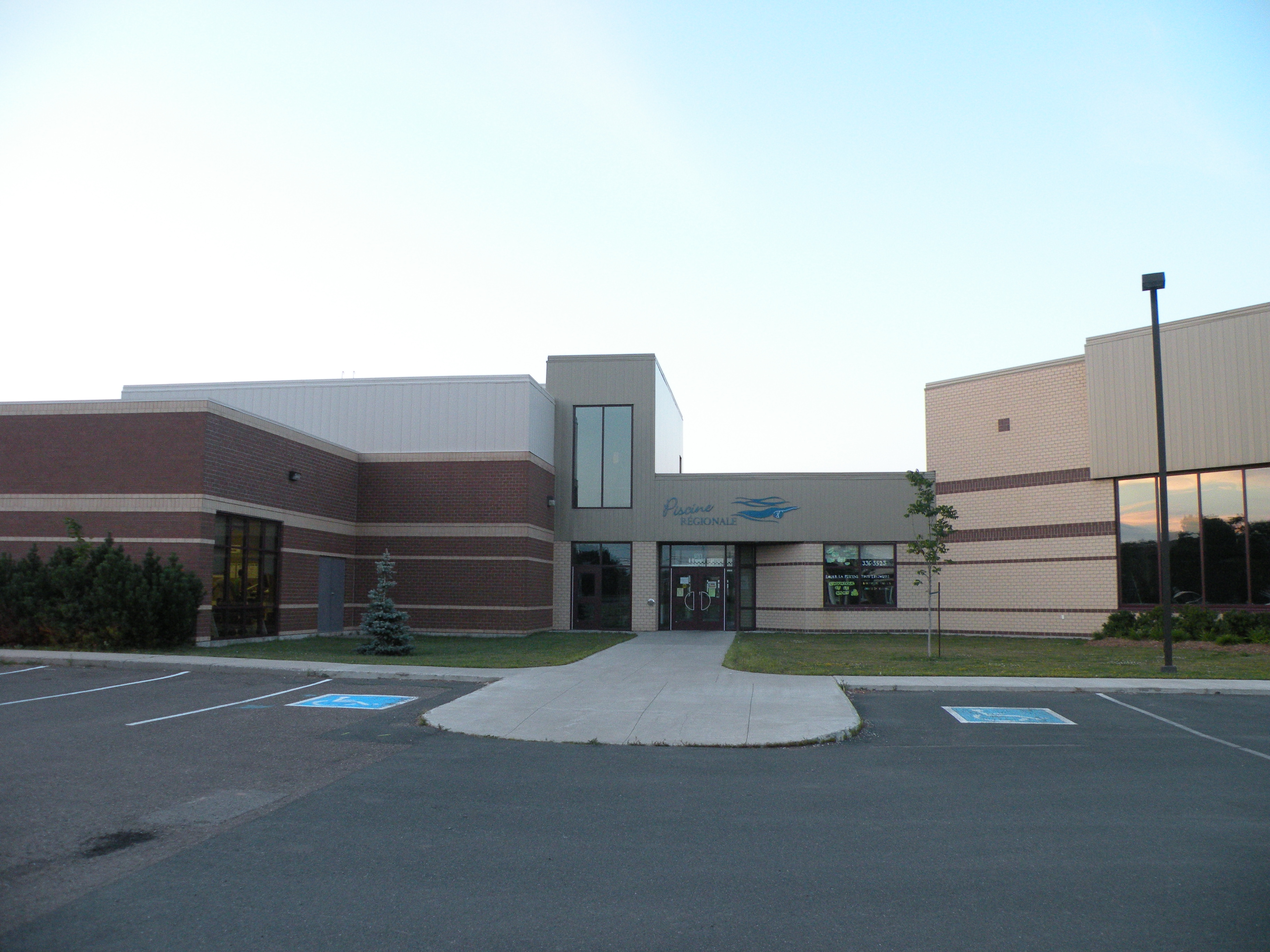
La piscine régionale.

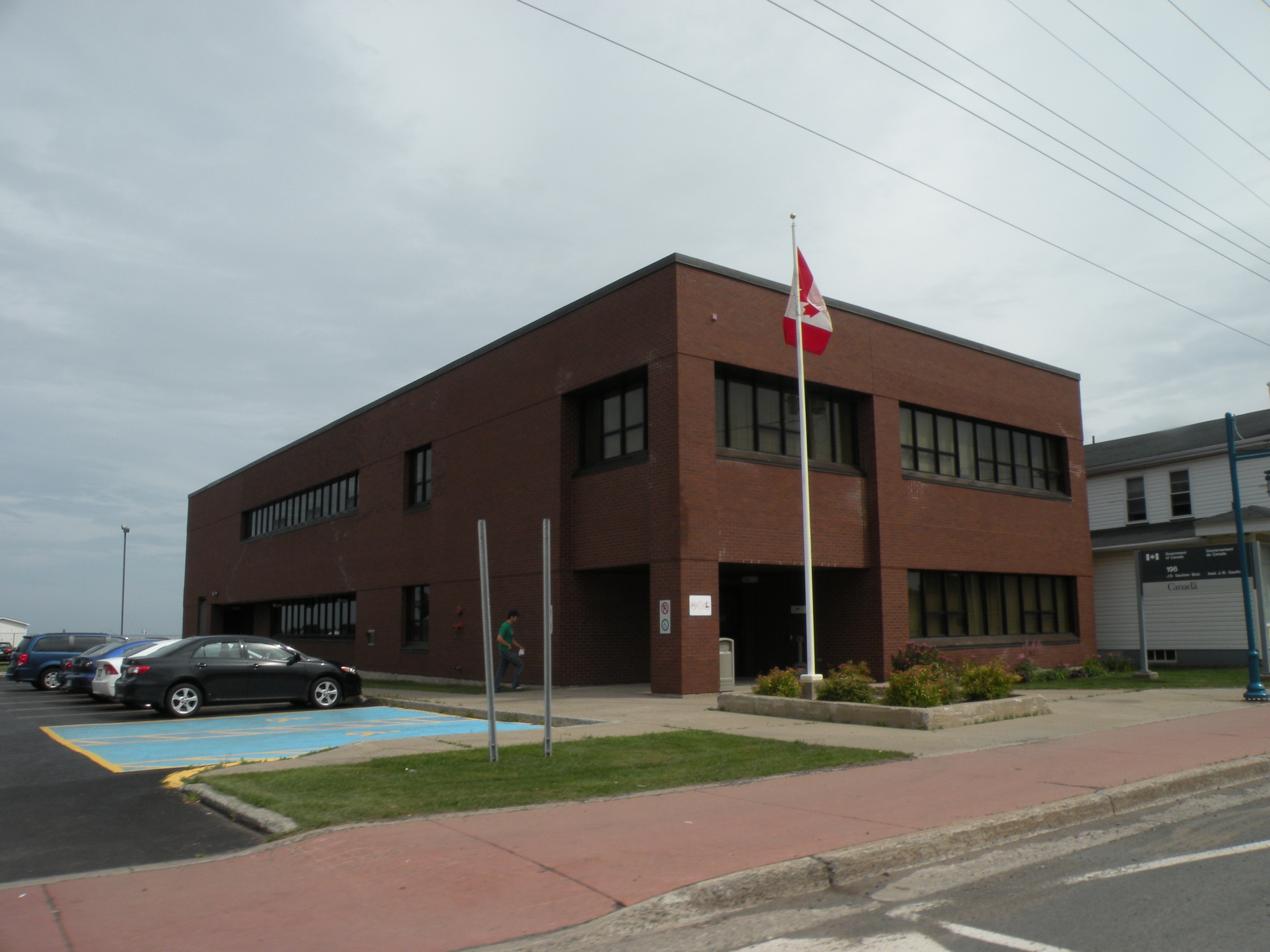
Un édifice du gouvernement fédéral.

Shippagan possède une caserne de pompiers et une entente avec les DSl des environs permet le partage de ce service. Les DSL dépendent aussi de Shippagan pour la plupart des loisirs ainsi que de la piscine régionale. Shippagan dispose d'un poste d'Ambulance Nouveau-Brunswick alors que l'hôpital le plus est à Lamèque.
Existant depuis le 20 juillet 1995, la Commission de gestion des déchets solides de la Péninsule acadienne (COGEDES) a son siège-social à Caraquet et la municipalité y a un représentant. Les déchets sont transférés au centre de transbordement de Tracadie-Sheila et les matières non-recyclables sont ensuite enfouies à Allardville.

### Religion
L'église Saint-Jérôme est une église catholique romaine faisant partie du diocèse de Bathurst. La prière n'est plus récitée au conseil municipal.

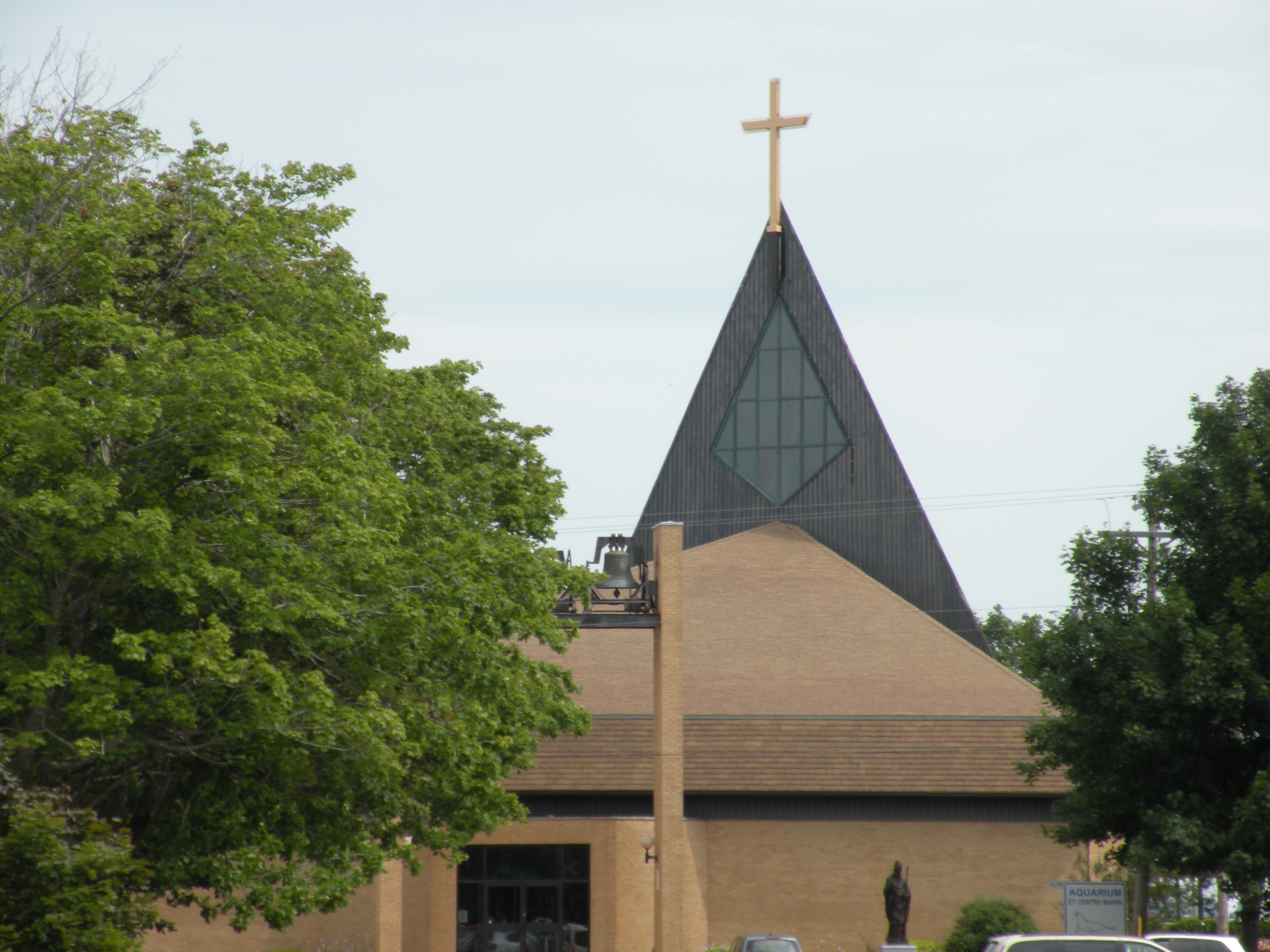
L'église Saint-Jérôme.
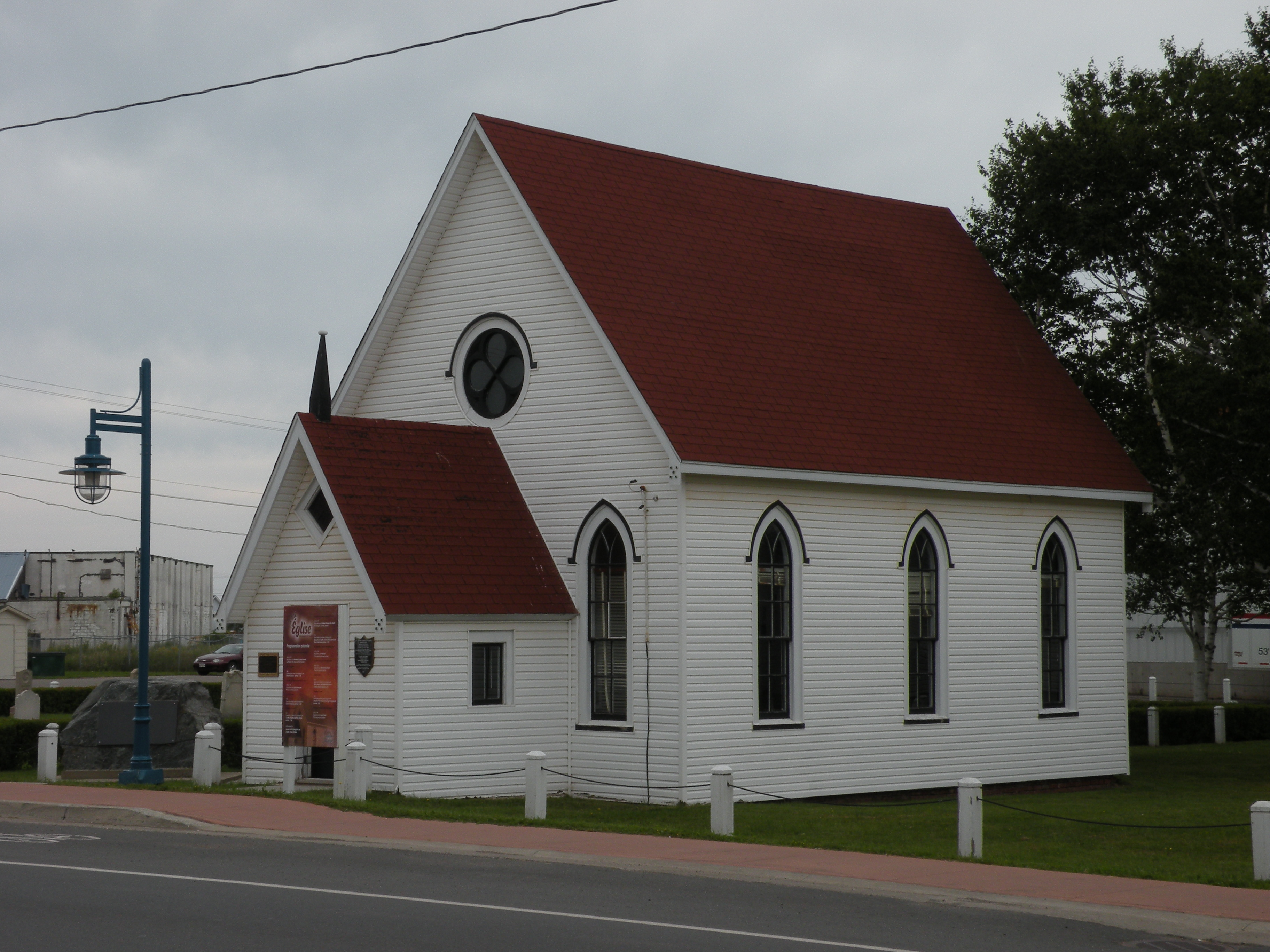
L'église unie St John.

## Culture

### Personnalités
- Joshua Alexandre (1802-1859), marchand et homme politique, mort à Shippagan ;
- Luc Bourdon (1987-2008), joueur des Canucks de Vancouver, mort dans un accident sur la route vers Lamèque ;
- Rhéal Cormier de Shippagan, Nouveau-Brunswick, Admis à titre de membre d'honneur du temple de la renommée du Nouveau-Brunswick en 1994, Hockey.
- Bernard De Grâce, premier arbitre dans la Ligue nationale de hockey originaire du Nouveau-Brunswick ;
- Nérée De Grâce (1920-2002), peintre ;
- Yannick De Grâce (1971-2001), joueur de hockey, repêché par les Flyers de Philadelphie en 1991;
- Aldéi Duguay, musicien country;
- Laval Goupil (1945-2000), dramaturge, défenseur de la langue française, né à Shippagan;
- Ernest Richard (1922-2006), homme politique, né à Shippagan ;
- Albany Robichaud (1903-1974), avocat et homme politique, né à Shippagan ;
- Donat Robichaud (1925-2009), prêtre, historien et généalogiste, né à Shippagan;
- Marie-Esther Robichaud (1910-2003), éducatrice
- Fernand Robichaud (1939-), enseignant, homme d'affaires et homme politique, né à Shippagan ;
- Hédard Robichaud (1911-1999), homme politique, né à Shippagan ;
- Gilbert Robichaud (1918 -), agent d'assurances et homme politique, né à Shippagan ;
- Jean George Robichaud (1883-1969), homme politique, né à Shippagan ;
- Martin Robichaud (1874-1958), marchand et homme politique, né et mort à Shippagan ;
- Paul Robichaud (1964-), homme politique, né à Shippagan ;
- Jean-Baptiste Robichaux (1751-1808), pêcheur, mort à Shippagan ;
- Basile Roussel (1931-1999), homme d'affaires s'étant distingué dans l'industrie du crabe, maire de Le Goulet et philanthrope, membre de l'ordre du Canada;
- Michael Ward, défenseur pour les Maineiacs de Lewiston, a aussi été repêché pendant le repêchage de la Ligue nationale de hockey par le Lightning de Tampa Bay ;

### Architecture et monuments

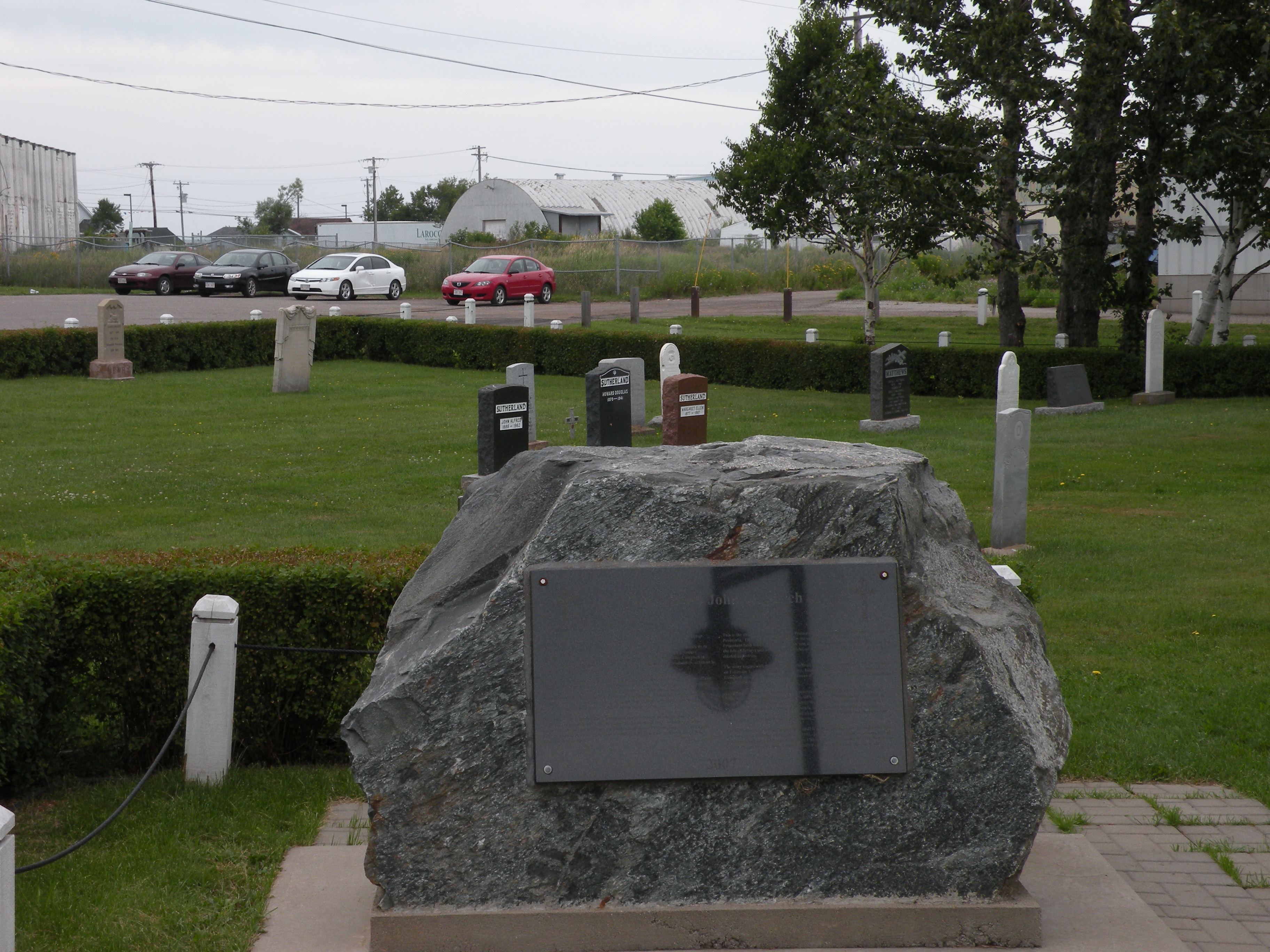
Le cimetière de l'église unie St John.

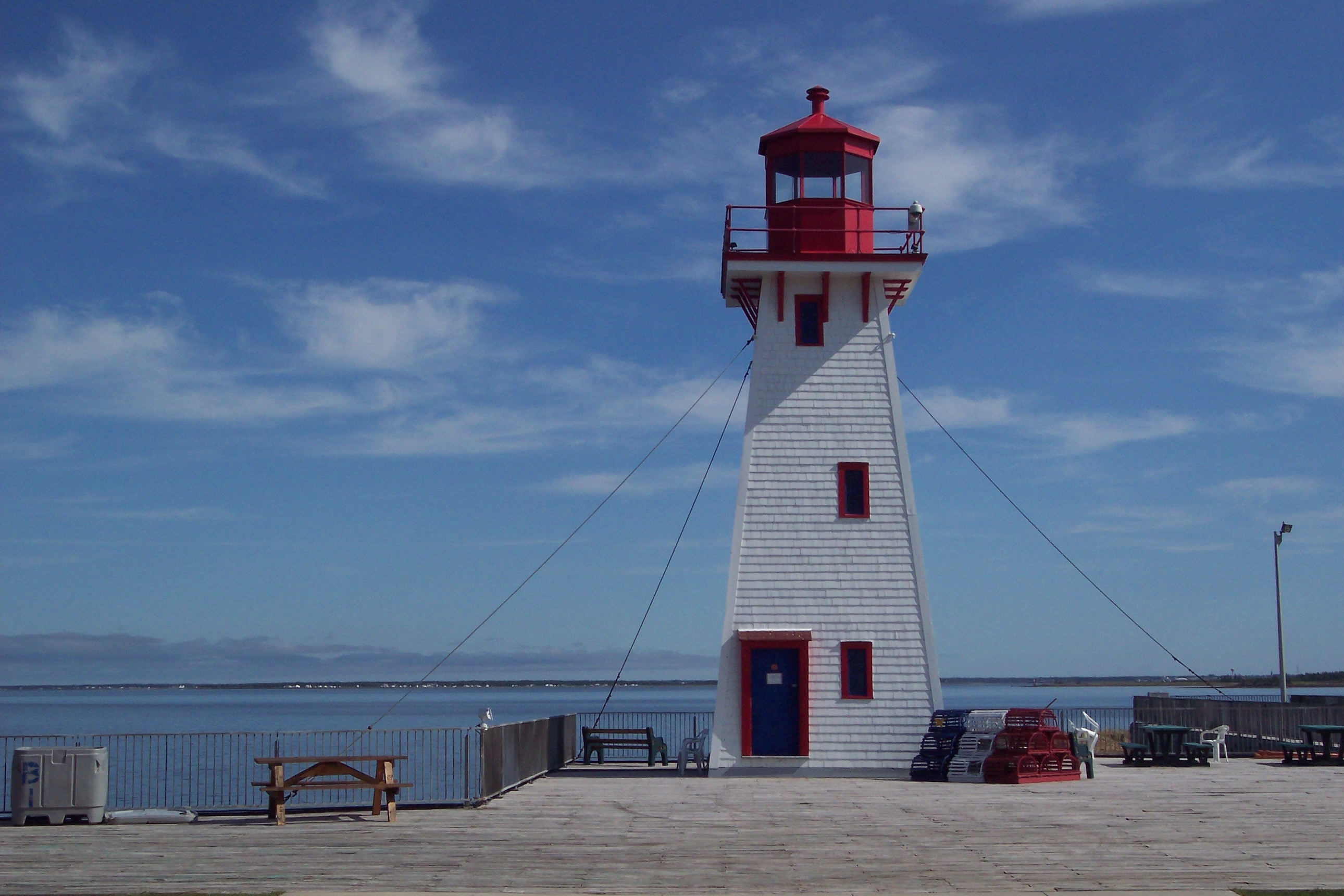
Le phare de l'île du Portage, reconstruit à Shippagan.

Un orme blanc mesurant plus de vingt mètres de haut et faisant 1 mètre de diamètre se trouve sur un terrain privé en arrière de l'école L'Envolée. Il serait l'arbre le plus ancien du Grand Shippagan et y aurait été avant la fondation de la ville.
Shippagan possède depuis 2008 un répertoire de lieux historiques. Voici une partie des bâtiments les plus remarquables:
L'église unie St John est située sur le boulevard J.D. Gauthier. L'édifice en bois de style néogothique fut construit en 1903 par George Robichaud. Son emplacement délimitait le quartier anglican de la ville. Elle comprend aussi un cimetière, comprenant la tombe de nombreuses personnalités dont Joshua Alexandre. L'édifice de forme rectangulaire, caractéristique des églises anglicanes de l'époque, possède un toit à pignons très incliné. Les fenêtres à guillotines comptent quatre panneaux sur quatre et il y a un oculus quadrilobé sur la façade.
La demeure De Grâce, située sur la rue éponyme, fut construite vers 1898 dans le style colonial hollandais par Chrysologue DeGrâce pour Johnny De Grâce. La maison de deux étages, en bois et au plan carré symétrique, possède des éléments caractéristiques de ce style, dont un toit à haute mansarde et les lucarnes à pignon. La remise est construite dans la même style que la maison.
La demeure Mallet fut construite vers 1860 et serait la plus vieille maison en ville. Elle est de style acadien traditionnel, possède un plan en « T » symétrique, un toit à pignon avec avant-toits lisses, une lucarne rampante centrale un lambris en bardeau de cèdre. C'est aussi la seule maison de la ville qui fut halée (tirée) sur traverses par un attelage animal. Elle fut en effet construite à Pointe-Sauvage puis déménagée vers 1870 à son emplacement actuel. Elle fut halée au moyen d'un attelage de bœufs ou de chevaux sur la glace durant l'hiver. Pour la soulever, les ouvriers ont creusé sous la maison pour y assembler une plate-forme de billots de bois. Ensuite, des cordes furent fixées à la structure puis amarrées aux attelages. Les billots furent ensuite ramenés vers l'avant au fur et à mesure que la maison avança.

### Langues
Selon la Loi sur les langues officielles, Shippagan est officiellement francophone puisque moins de 20 % de la population parle l'anglais.

### Événements
Le festival des pêches et de l'aquaculture du Nouveau-Brunswick a lieu chaque année et débute toujours le 2e samedi de juillet .

### Musées

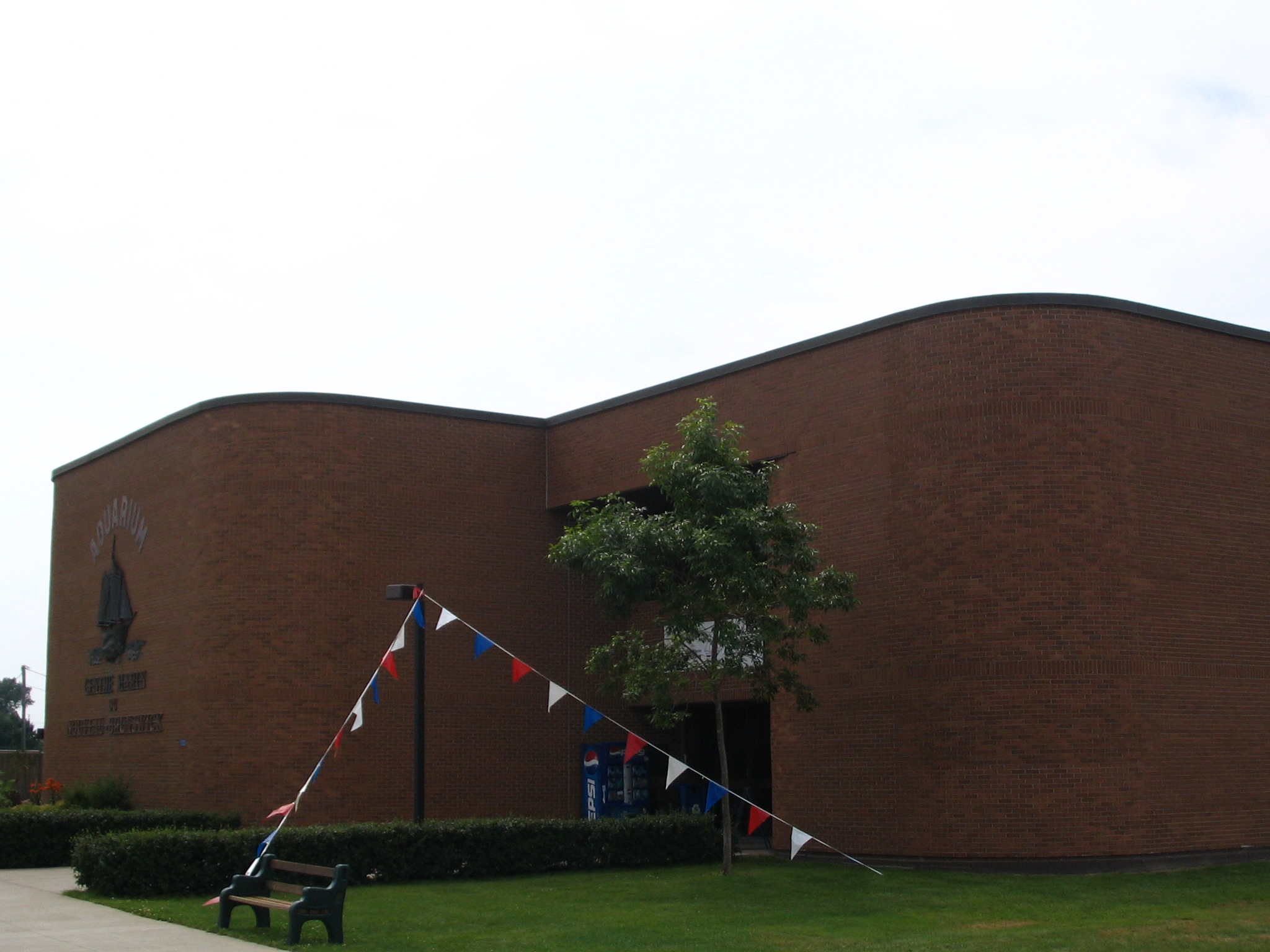
L'Aquarium et centre marin du Nouveau-Brunswick.

L'Aquarium et centre marin du Nouveau-Brunswick est une attraction touristique très prisée des visiteurs en saison estivale. On y retrouve une collection d'une centaine d'espèces marines, dont des phoques communs (Phoca vitulina). L'aquarium se double d'un musée, où sont exposés des engins et du matériel de pêche commerciale.

### Shippagan dans la culture
Shippagan fait l'objet d'un poème dans le recueil de poésie La terre tressée, de Claude Le Bouthillier. Michel Conte a écrit et composé une chanson sur la ville, intitulée Je reviendrai à Shippagan.

### Jumelage
Shippagan est jumelé à Loudun, en France, depuis 1981.